# توکوگاوا تسوناشیگه

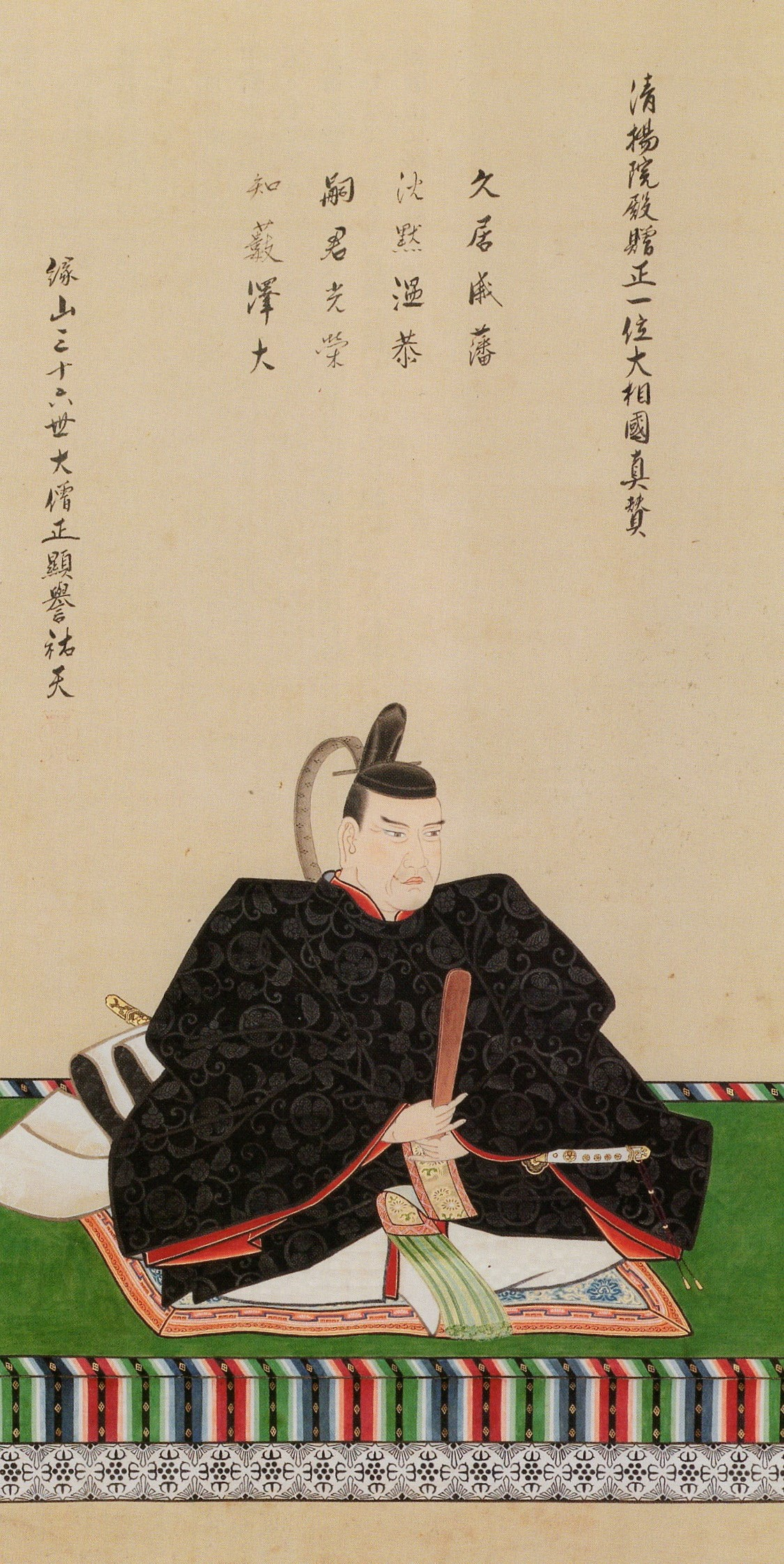
سومین شوگون

توکوگاوا تسوناشیگه (به ژاپنی: 徳川 綱重 Tokugawa Tsunashige); ۲۸ ژوئن ۱۶۴۴ – ۲۹ اکتبر ۱۶۷۸) دومین پسر توکوگاوا ایه‌میتسو، سومین شوگون از شوگون‌سالاری توکوگاوا بود. مادر وی یک همسر غیراصلی ایه‌میتسو بنام «اوناتسو نو کاتا» بود. وی در هنگام مرگ پدر ۸ سال داشت.